# برایان اترج (بازیکن فوتبال)
برایان اترج (انگلیسی: Brian Etheridge; ۴ مارس ۱۹۴۴ – ۲۶ مارس ۲۰۱۱) بازیکن فوتبال اهل بریتانیا بود.
از باشگاه‌هایی که در آن بازی کرده‌است می‌توان به باشگاه فوتبال بدفورد تاون، باشگاه فوتبال کوربی تاون، باشگاه فوتبال سرکل بروژ، باشگاه فوتبال ولینگ‌بورو تاون، باشگاه فوتبال برنتفورد، و باشگاه فوتبال نورث‌همپتون تاون اشاره کرد.
وی همچنین در تیم ملی فوتبال جوانان انگلیس بازی کرده‌است.